# Fraccionamiento Leonardo Rodríguez Alcaine
Fraccionamiento Leonardo Rodríguez Alcaine är en ort i Mexiko.   Den ligger i kommunen Medellín och delstaten Veracruz, i den sydöstra delen av landet, 300 km öster om huvudstaden Mexico City. Fraccionamiento Leonardo Rodríguez Alcaine ligger 9 meter över havet och antalet invånare är 246.
Terrängen runt Fraccionamiento Leonardo Rodríguez Alcaine är mycket platt. Runt Fraccionamiento Leonardo Rodríguez Alcaine är det mycket tätbefolkat, med 2 614 invånare per kvadratkilometer. Närmaste större samhälle är Veracruz, 11,6 km norr om Fraccionamiento Leonardo Rodríguez Alcaine. 